# اولی ساوئه
اولی ساوئه (استونیایی: Eveli Saue؛ زادهٔ ۱۳ فوریه ۱۹۸۴) ورزشکار ورزش دوگانه اهل استونی است.
وی در مسابقات کشوری و بین‌المللی در مجموع برندهٔ ۱ مدال طلا، ۲ مدال برنز شده‌است.